# Rasm al-Chabbaz
Rasm al-Chabbaz (arab. رسم الخباز) – wieś w Syrii, w muhafazie Aleppo. W 2004 roku liczyła 1476 mieszkańców.